# Joeri Stallaert
Joeri Stallaert (Denderbelle, 25 januari 1991) is een Belgisch wielrenner die anno 2019 rijdt voor Corendon-Circus. In 2009 won hij de Ronde van Vlaanderen voor junioren. Na in 2010 als stagiair gereden te hebben voor Jong Vlaanderen-Bauknecht kwam Stallaert tussen 2011 en 2013 uit voor het procontinentale team Landbouwkrediet. In 2014 ging hij een niveau lager aan de slag bij Veranclassic-Doltcini.

## Overwinningen
2009
Gent-Menen
Ronde van Vlaanderen, Junioren
2012
Antwerpse Havenpijl
2014
GP Eugeen Roggeman - Stekene
2015
 Belgisch kampioen op de weg, Elite zonder contract
2017
1e etappe Kreiz Breizh Elites
2018
GP Zele

## Resultaten in voornaamste wedstrijden
| Jaar | Gent-Wevelgem |
| ---- | ------------- |
| 2011 | 152e          |

## Ploegen
- 2010 –  Jong Vlaanderen-Bauknecht (stagiair vanaf 1-8)
- 2011 –  Landbouwkrediet
- 2012 –  Landbouwkrediet-Euphony
- 2013 –  Crelan-Euphony
- 2014 –  Veranclassic-Doltcini
- 2015 –  Cibel
- 2016 –  Cibel-Cebon
- 2017 –  Cibel-Cebon
- 2018 –  Team Vorarlberg Santic
- 2019 –  Corendon-Circus

Broeders · Calleeuw · De Decker · De Neef · Dupont · Durant · Ligneel · Pannekoek · Paulissen · Pieters · Schepmans · Schets · Serry · Terweduwe · Van Immerseel · Vandousselaere · Vandyck · Verraes · Verwaest · Declercq (stagiair) · Stallaert (stagiair)
Amorison · Baestaens · Barbé · Bellemakers · Breyne · Cammaerts · Commeyne · De Waele · Dekkers · Delfosse · Dockx · Gourgue · Helminen · Honig · Juodvalkis · Kruopis · Nys · K. Peeters · Planckaert · Scheirlinckx · Stallaert · Traksel · Vanthourenhout · Verheyen
Amorison · Baestaens · Barbé · Bellemakers · Breyne · Bueken · Claeys · Cohnen · Commeyne · Delfosse · Devillers · De Waele · Helminen · Honig · Hovelijnck · Juodvalkis · Nys · K. Peeters · Planckaert · Stallaert · Traksel · Vanthourenhout · Backaert (stagiair) · Van Driessche (stagiair)
Amorison · Baestaens · Barbé · Breyne · Bueken · Claeys · Delfosse · Devillers · Honig · Hovelijnck · Juodvalkis · Nys · K. Peeters · Planckaert · Prémont · Stallaert · Steels · Sys · Vanherck · Vanthourenhout · Vantomme · Claes (stagiair) · David (stagiair) · Verwaest (stagiair)
Bacquet · Bekaert · Brambilla · Devillers · Dewortelaer · Džervus · Flahaut · Gardeyn · Gaudy · Goovaerts · Karwowski · Mol · Ottema · Rigaux · Rosseler · Schoonbroodt · Stallaert · Takenouchi · Van Coppernolle · Vandewiele · Verwaest · Weber · Bossuyt (stagiair) · Soenens (stagiair)
Amann · Badilatti · Bosch · Friesecke · Geismayr · Hammerle · Hirschbichler · Jäger · L. Meiler · M. Meiler · Orrico · Rüegg · Schelling · Stallaert · Steimle · Thalmann
Cortjens · De Bondt · Dekker · del Carmen Alvarado · Devolder · Eibl · Fagerhaug · Hansen · Jans · Janssens · Meeusen · Meisen · Merlier · Rickaert · Rouiller · Stallaert · Tulett · Turner · D. van der Poel · M. van der Poel · Vandeputte · van Trijp · Vergaerde · Vermeersch · Walsleben · Benoist (stagiair) · Clé (stagiair)